# Friedrich Wilhelm Müller (Politiker, 1819)
Friedrich Wilhelm Müller (* 12. September 1819 in Burg-Gemünden; † 13. Juni 1896 in Darmstadt) war ein deutscher Architekt, großherzoglich hessischer Baubeamter sowie Politiker und Abgeordneter der 2. Kammer der Landstände des Großherzogtums Hessen.
Friedrich Wilhelm Müller war der Sohn des Justizbeamten Wilhelm (Justus Ferdinand) Müller (1791–1844) und dessen Ehefrau Amalie Müller geborene Follenius (1797–1872). Er studierte Architektur an der Ludwigs-Universität Gießen, wo er 1839 zum Dr. phil. promoviert wurde. 1840 wurde er Akzessist bei der großherzoglich hessischen Oberbaudirektion Darmstadt. 1845 wechselte er innerhalb der staatlichen Bauverwaltung als Kreisbaumeister nach Bingen.
Müller, der evangelischer Konfession war, heiratete während seiner Zeit in Bingen Marie Therese, genannt Resi, geborene George (1831–1904), eine Tochter des römisch-katholischen Büdesheimer Gutsbesitzers und Politikers Stefan George.
Von 1854 bis 1856 gehörte Müller der Zweiten Kammer der Landstände an. Er wurde für den Wahlbezirk Rheinhessen 5/Bingen gewählt und damit Nachfolger seines Schwiegervaters.
1856 kehrte er als Oberbaurat zurück nach Darmstadt, 1867 wurde er zum Geheimen Oberbaurat ernannt. Ab 1876 war er Vortragender Rat in der bautechnischen Abteilung des großherzoglich hessischen Finanzministeriums, der obersten staatlichen Baubehörde. 1881 wurde er in den Ruhestand versetzt. 